# Soda Springs Cabin
La Soda Springs Cabin est une cabane américaine située dans le comté de Tuolumne, en Californie. Cette spring house recouvre les Soda Springs, desquelles provient son nom. Protégée au sein du parc national de Yosemite, elle est inscrite au Registre national des lieux historiques depuis le 19 avril 1979. 